# Википедија на норвешком језику (нинорск)
Википедија на норвешком језику (нинорск) (норв. Wikipedia på norsk (nynorsk)) је назив за једно од два издања Википедије на норвешком језику, односно издање које користи дијалект нинорск.
Ова Википедија настала је 31. јула 2004. одвајањем од већ раније постојеће Википедије на норвешком језику започете 2001. године на којој су се уз нинорск користили и букмол и рискмол. Пошто је 2005. године спроведено гласање, на оригиналној норвешкој Википедији се више не користи нинорск, већ само букмол и рискмол.
Норвешка (нинорск) Википедија данас има 174.768 чланака и заузима на листи Википедија 44. место.